# 시산구 (쿤밍시)

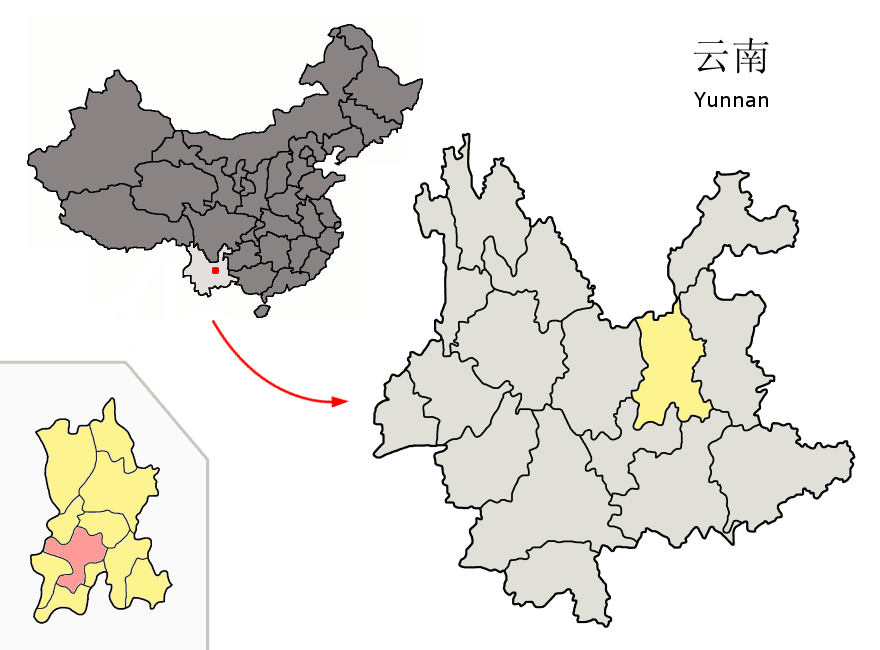
쿤밍 시구의 위치

시산구(한국어: 서산구, 중국어: 西山区, 병음: Xīshān Qū)는 중화인민공화국 윈난성 쿤밍 시의 현급 행정구역이다. 넓이는 791km2이고, 인구는 2007년 기준으로 460,000명이다.

## 기후
연평균 기온은 15℃이고 연평균 강수량은 900~1200mm이다.

## 행정 구역
7개 가도, 3개 진을 관할한다.
- 가도: 马街街道, 前卫街道, 福海街道, 金碧街道, 永昌街道, 棕树营街道.
- 진: 碧鸡镇, 海口镇, 团结镇.